# Cliffords Store Opgave
Cliffords Store Opgave (originaltitel: Clifford's Really Big Movie) er en amerikansk animationsfilm fra 2004 produceret af Warner Bros. Filmen er skrevet og instrueret af Robert Ramirez, og produceret af Deborah Forte.

## Danske stemmer[2]
- Ann Hjort
- Annevig Schelde Ebbe
- Jens Jacob Tychsen
- Lars Thiesgaard
- Peter Røschke
- Peter Secher Schmidt
- Vibeke Dueholm